# Militärakademie der Luftstreitkräfte „J. A. Gagarin“
Die Militärakademie der Luftstreitkräfte „J. A. Gagarin“ (russisch Военно-воздушная академия им. Ю. А. Гагарина) ist eine der militärischen Hochschulen der ehemaligen Sowjetarmee. Nach dem Ende der Sowjetunion wird sie heute von den russischen Streitkräften weitergeführt.

## Geschichte

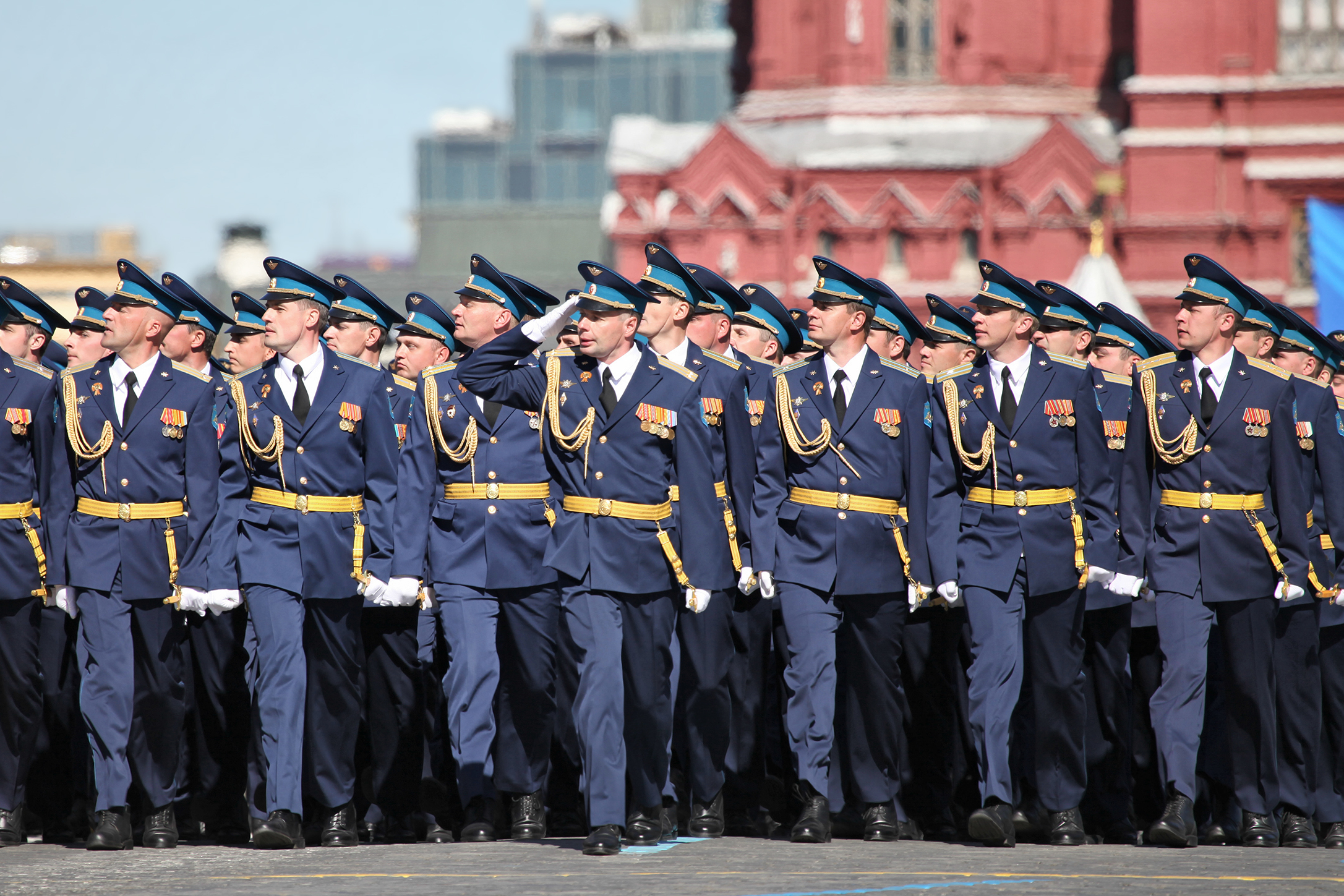
Studenten der Akademie bei der jährlichen Siegesparade, Moskau, 7. Mai 2013

Im Jahre 1940 wurden von der Militärakademie für Ingenieure der Luftstreitkräfte „Prof. N. J. Schukowski“ die Fakultäten für Kommandeure, Funkorter und Steuerleute ausgegliedert. Auf Grundlage dieser Fakultäten, ergänzt durch die Qualifizierungslehrgänge für leitende Kader wurde die Akademie aufgebaut. Die neu gegründete Einrichtung wurde zunächst als Militärakademie für Kommandeure und Steuerleute der Luftstreitkräfte der Roten Armee bezeichnet. Ein Jahr nach Ende des Zweiten Weltkrieges wurde die Akademie in Militärakademie der Luftstreitkräfte umbenannt. Nach dem frühen Tod von Juri Gagarin erhielt die Militärakademie seinen Namen. Der Sitz der Akademie ist in Monino, einem Ort in der Nähe von Moskau. Die bisherige Militärakademie der Luftstreitkräfte „Nikolai J. Schukowski“ wurde 1946 zur Militärakademie für Ingenieure der Luftstreitkräfte.
An der Akademie werden vorrangig Kommandeure der verschiedenen Laufbahnen der Luftstreitkräfte ausgebildet. Daneben ist sie das wissenschaftliche Zentrum zur Ausarbeitung der Probleme der operativen Kunst der Luftstreitkräfte und der Taktik der einzelnen Fliegergattungen.
Die Akademie erhielt unter anderem 1945 den Rotbannerorden und 1968 den Kutusoworden I. Klasse.
Auf dem Kasernengelände der Akademie befindet sich auch das Zentrale Museum der Luftstreitkräfte der Russischen Föderation.

## Bekannte Absolventen
- Heinz Keßler (1956), Minister für Nationale Verteidigung der DDR
- Sigmund Jähn (1970), erster deutscher Raumfahrer
- Lech Majewski (1986), Kommandeur der Polnischen Luftstreitkräfte
- Alexander Nikolajewitsch Selin (1997), zwischen 2007 und 2012 Oberbefehlshaber der Russischen Luftstreitkräfte
- Dschochar Mussajewitsch Dudajew (1974), erster tschetschenischer Präsident
- Jürgen Heiducoff (* 1952), Bundeswehroffizier a. D.

Auszeichnungen
- Rotbannerorden, 1945
- Kutusoworden, 1968